# 馬朝錫
馬朝錫（1552年—？年），字晉卿，號康吾，四川成都府新繁縣人，官籍。

## 生平
七月十九日生，行二，治《詩經》，由國子生中式四川鄉試第四十六名舉人，年二十九歲中式萬曆八年庚辰科會試第一百七十四名，第三甲第一百一十名進士。礼部觀政，本年授萧山知县，十一年调安东县，十六年升南京工部主事，二十年升屯田司郎中，二十一年京察降为德州同知。
著有《扪参楼集》、《五道原》等书。
《新繁县志》载：工部郎中马朝锡偕配宜人句氏墓，子毓峩、祯峩。户部郎中马祯峩墓，子象侯、象甲二墓俱在县東十五里馬家壩，今在雷音寺。

## 家族
曾祖馬銘；祖馬良輔；父馬玘；母廖氏。永感下，妻李氏，繼妻勾氏。兄馬倫（千戶）；馬朝立（訓導），弟馬朝御。